# Джарвик, Роберт
Роберт Коффлер Джарвик (англ. Robert Koffler Jarvik; 11 мая 1946, Мидленд, Мичиган — 26 мая 2025, Нью-Йорк, Нью-Йорк) — американский учёный, исследователь и предприниматель, известный благодаря своему вкладу в процесс создания и развития искусственного сердца Jarvik-7.
Роберт Джарвик родился в Мидленде (штат Мичиган) и вырос в городе Стэмфорд (штат Коннектикут). Является выпускником Сиракьюсского университета. Получил степень магистра в области медицинской техники, окончив Нью-Йоркский университет.
После поступил в Университет Юты, завершил там два года обучения, а в 1971 году был принят на работу к Виллему Йохану Колффу, голландскому врачу-изобретателю в Университете штата Юта, который работал над созданием искусственных органов, в том числе сердца. Джарвик получил степень доктора медицины в 1976 году в Университете штата Юта. Будучи учёным-медиком, он так и не завершил стажировку и никогда не имел лицензии на медицинскую практику.
Имя Джарвика стало известным после новостного освещения в 1982 году созданного им искусственного сердца. Впервые новое сердце было имплантировано пожилому стоматологу Барни Кларку 2 декабря 1982 года. Ему потребовались частые визиты в больницу в течение следующих 112 дней, после чего он умер. Второй пациент, Уильям Шредер прожил 620 дней.
Джарвик умер от болезни Паркинсона у себя дома на Манхэттене, штат Нью-Йорк, 26 мая 2025 года в возрасте 79 лет.